# Microtus obscurus
Microtus obscurus är en däggdjursart som först beskrevs av Eduard Friedrich Eversmann 1841.  Microtus obscurus ingår i släktet åkersorkar, och familjen hamsterartade gnagare. Inga underarter finns listade i Catalogue of Life.
Vissa auktoriteter betraktar arten som en underart, Microtus arvalis obscurus, av fältsork (M. arvalis).

## Beskrivning
Arten är en förväxlingsart till fältsorken (Microtus arvalis). Den är något större än denna, med en längd från nos till svansrot på 9 till 13,6 cm, en svanslängd på 3,2 till 5 cm och en vikt mellan 23 och 48 g, men den har samma färgteckning som denna, med mörkt gråbrunaktig päls på ovansidan och ljusare grå på undersidan. Som alla åkersorkar har den en cylindrisk kropp med små ögon och öron. Microtus obscurus har på de övre framtänderna gul eller orange tandemalj och på de nedre framtänderna alltid gul tandemalj. 

## Ekologi
Arten lever på ängar, betesmarker, skogsgläntor och högstäpper upp till 2 600 m. Den gräver ut underjordiska gångsystem. Födan består av olika växter, både vilda och odlade. Upphittade honor var dräktiga med 4 till 6 ungar.

## Utbredning
Utbredningsområdet omfattar mer eller mindre spridda subpopulationer från Östeuropa och Asien, inklusive Turkiet och Kaukasus.